# 1712
Cette page concerne l'année 1712  du calendrier grégorien. Pour l'année 1712 av. J.-C., voir 1712 av. J.-C.
L'année 1712 est une année bissextile qui commence un vendredi.

## Événements
- 28 février, Empire moghol : mort de Bahâdur Shâh à Lahore. Ses quatre fils s’entre-tuent. Le survivant se proclame empereur le 20 avril sous le nom de Jahandar Shâh mais son neveu Farrukhsiyâr le dépose, l’étrangle et lui succède en février 1713[1].
- 4 mai : le corsaire français Jacques Cassard ravage avec 1 000 hommes les colonies portugaises du Cap-Vert ; il met à sac Ribeira Grande, désormais abandonnée comme capitale au profit de Praia[2].

- Début du règne de Biton Coulibaly (Royaume bambara de Ségou) jusqu'en 1755[3].

- Début du règne d'Andrianamboniarivo, fils d’Andriamandisoarivo, roi sakalave de Boina, à Madagascar (v. 1712-1722). Il poursuit les conquêtes vers le nord[4].

- Ambassade chinoise de Tulišen (en) auprès du khan kalmouk Ayuka, sur la basse Volga pour lui proposer d’unir ses forces à la Chine contre les Dzoungar de Tsewang Rabtan. Ayuka se dérobe[5]. Le tsar Pierre le Grand refuse de recevoir l’ambassadeur. Une mission religieuse russe accompagne l’ambassade de Tulišen dans son voyage de retour et s’installe à Pékin.
- Proscription du christianisme au Viêt Nam[6].

### Amérique
- 6 avril : révolte d’esclaves dans la colonie de New York[7]. Quelque 25 esclaves et deux Indiens incendient un bâtiment et tuent neuf blancs. Capturés par les soldats, ils sont jugés et 21 d’entre eux sont exécutés. Herbert Aptheker dénombre au XVIIIe siècle dans les colonies britanniques d'Amérique du Nord près de deux cent cinquante révoltes et conspirations d’esclaves noirs réunissant au moins dix personnes[8].
- 17 avril, Caroline : reddition de Fort Hancock ; les Tuscaroras doivent accepter une paix humiliante. La guerre reprend à l'automne[9].
- 22 mai : début de la rébellion des Tzeltal dans le Chiapas[10].
- Mai : première guerre Fox. Les Renards, nation de l'ouest du lac Michigan, tentent de s'emparer du poste de Détroit près duquel ils se sont récemment établis. Les Outaouais et les Illinois prêtent main-forte à Dubuisson et à ses quelque 20 soldats pour contre-attaquer. Les Renards sont défaits[10].
- 16 et 20 juillet : le corsaire français Jacques Cassard pille les colonies britanniques des Antilles de Montserrat et d'Antigua[10].
- 14 septembre : lettres patentes accordant au sieur Antoine Crozat privilège pour le commerce de la Louisiane[11].
- 10 octobre : le corsaire Français Jacques Cassard pille la colonie hollandaise d'Amérique du Sud du Suriname[10]. Lorsque les marins français pénètrent au Surinam, les grands propriétaires hollandais s’enfuient. Les esclaves en profitent pour s’échapper dans la forêt après avoir pillé les maisons de leurs maîtres. Ils créent une « République de marrons » (Boni).
- 30 décembre, France : ordonnance portant défense aux habitants des îles d’Amérique de donner la question à leurs esclaves de leur autorité privée et ordonnant qu’ils soient nourris et entretenus conformément aux règlements[12].

- La colonie de Caroline est partagée en deux ensembles : la Caroline du Sud, qui reste une colonie royale britannique, et la séparatiste Caroline du Nord, qui attendra 1729 pour obtenir ce même statut[13]. Elle est administrée directement par la couronne britannique après un soulèvement contre le système de propriété en 1719. De riches spéculateurs se saisissent de près de 200 000 ha des meilleures terres le long de la côte. Les pauvres, désespérant de posséder des terres, s’installent sans droits de propriété (squatting) sur des parcelles et luttent contre les prétentions des grands propriétaires à leur faire payer des loyers.

### Europe
- 16 janvier : création de haras d’État en Russie[14].
- 29 janvier : ouverture du congrès d'Utrecht pour négocier la paix entre les Alliés et les Bourbons dans la guerre de Succession d'Espagne[15].

- 12 février : création du Collège du commerce en Russie[16].
- 30 février : les Suédois qui avaient adopté un calendrier particulier, comptaient un jour d'avance sur le calendrier julien. Afin de combler ce décalage, on décide d'ajouter un jour supplémentaire à cette année déjà bissextile ; il y a donc un 30 février en Suède en 1712[17]!

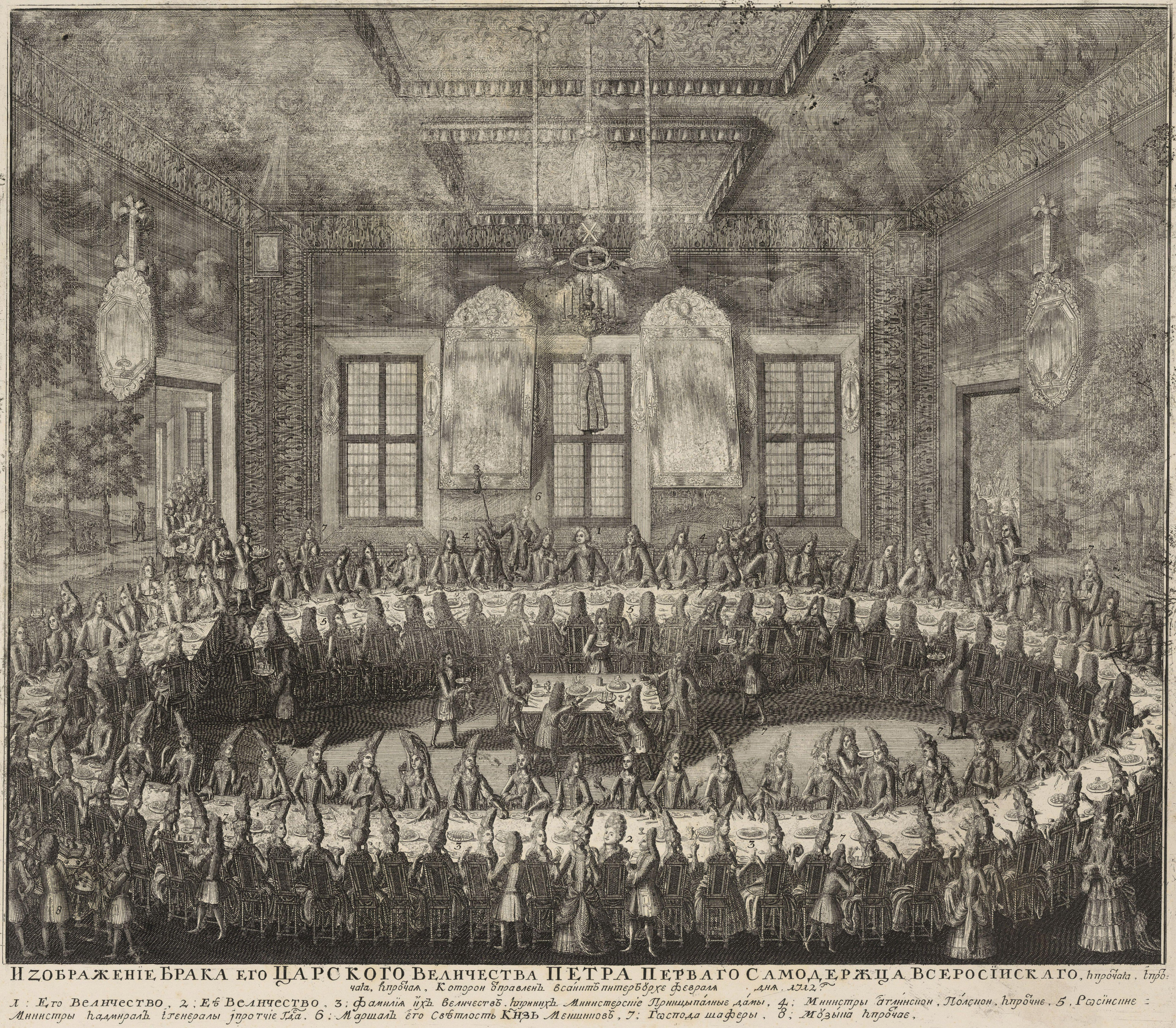
: noces de Pierre le Grand et de Catherine.

- 1er mars (19 février du calendrier julien)[18] : Pierre le Grand épouse publiquement Catherine, une paysanne lituanienne enlevée par les Russes au siège de Marienbourg (1702)[19].

- 7 avril : restauration du patronage ecclésiastique en Écosse[20].
- Avril : le Sénat de Russie est transféré de Moscou à Saint-Pétersbourg[19].

- 13 mai[21] (1er mai du calendrier julien) : grand incendie de Moscou. Pierre Ier le Grand, qui a fait de Saint-Pétersbourg la nouvelle capitale de la Russie (jusqu'en 1918), contraint toute la noblesse de s’y installer.
- 22 mai : Charles de Habsbourg est couronné roi de Hongrie à Presbourg[22].

- 4 juillet : Le Quesnoy, défendue par 2 000 hommes, se rend après un siège de quinze jours[23]. Les deux tiers de la garnison ont pu s'échapper avec leur chef, le gouverneur La Badie, que Louis XIV fait emprisonner à La Bastille, considérant cette fuite comme une désertion[24].
- 17 juillet : suspension d’armes franco-britannique ; elle est sanctionnée par un traité signé à Paris le 19 août[15].

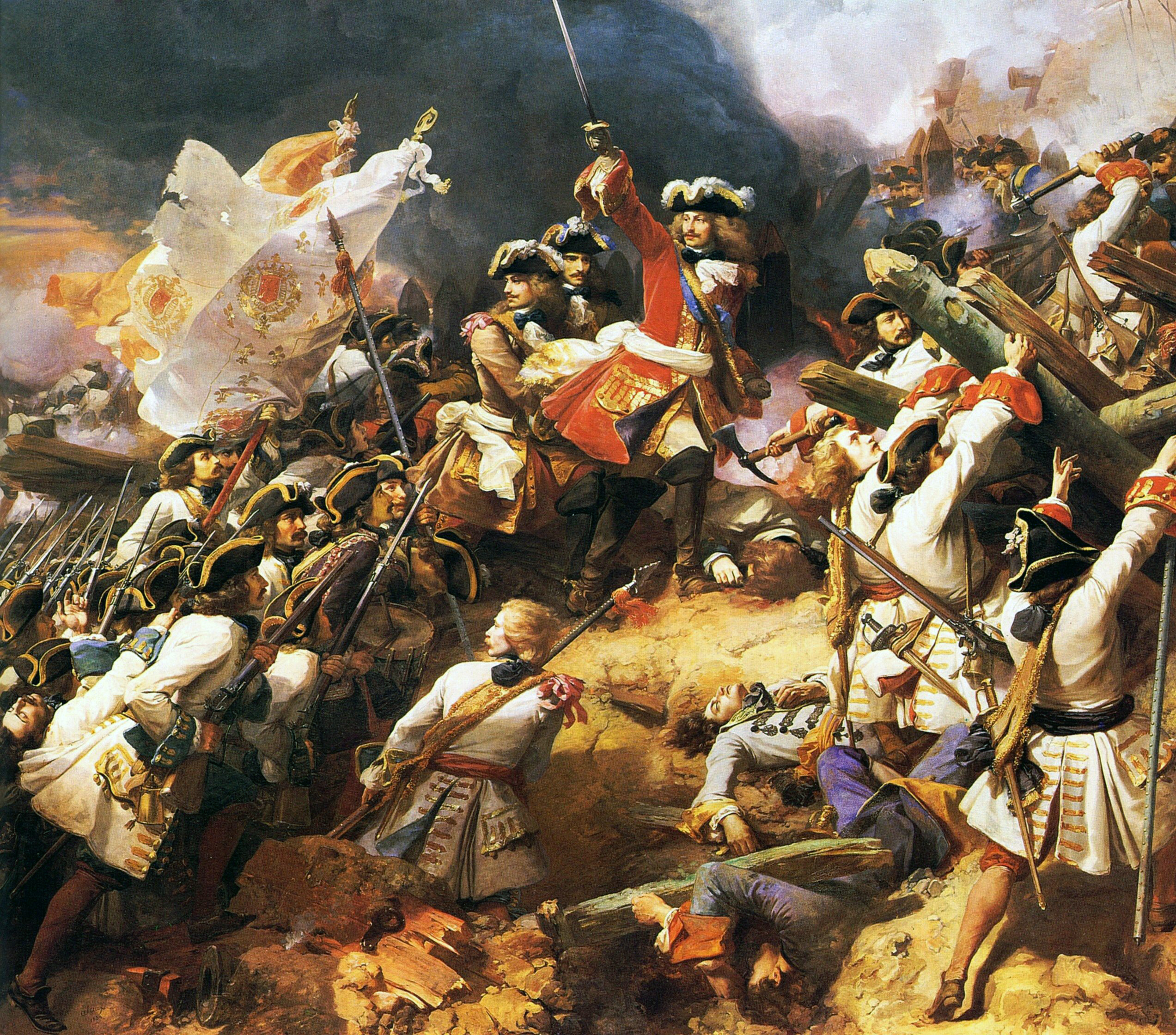
24 juillet : bataille de Denain.

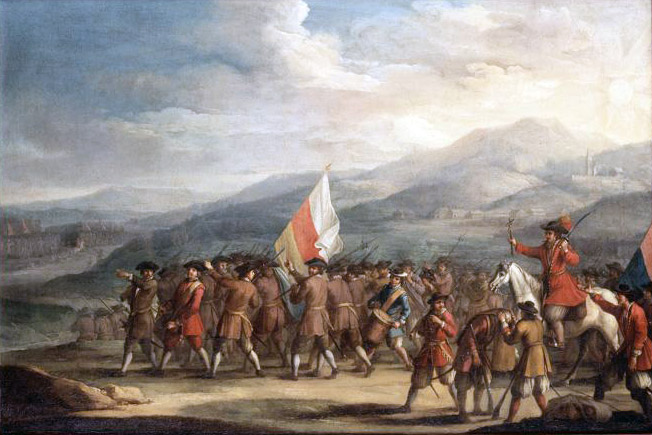
25 juillet : bataille de Villmergen.

- 24 juillet : victoire vitale des troupes françaises de Villars sur les Autrichiens, les Hollandais et les Allemands du prince Eugène lors de la bataille de Denain[25]. Le prince Eugène lève le siège de Landrecies[26].
- 25 juillet, guerre civile en Suisse : victoire des troupes protestantes zurichoises et bernoises sur les catholiques du Valais lors de la bataille de Villmergen[27].
- 26 juillet : les Français reprennent Saint-Amand[28].

- 11 août : signature du traité d'Aarau mettant fin à la seconde guerre de Villmergen et instaurant la liberté religieuse en Suisse. Les catholiques perdent leur part du bailliage commun de Baden[27].

- 7 septembre : capitulation de Stade. Frédéric IX de Danemark prend Verden, Brême et Wismar à la Suède[29].
- 8 septembre : les Français reprennent Douai[30].
- 24 septembre, grande guerre du Nord : une armée suédoise de 9 400 hommes commandée par Magnus Stenbock débarque à Rügen pour défendre les possessions suédoises en Allemagne, en dépit de la présence d'une flotte danoise qui parvient cependant à détruire les vaisseaux de ravitaillement[31].
- Septembre : les Britanniques se retirent de Catalogne[32].

- 4 octobre : les Français reprennent Le Quesnoy[30].
- 19 octobre : les Français reprennent Bouchain[30].

- 5 novembre : le roi d'Espagne Philippe V renonce à ses droits sur la Couronne de France, pour lui et ses descendants[25], lors de l'assemblées des états de son royaume. Les lettres patentes données par Louis XIV sur cet acte sont enregistrées le 15 mars 1713.
- 7 novembre, Utrecht : Traité de suspension d'armes entre la France et l'Espagne et entre la France et le Portugal[33].

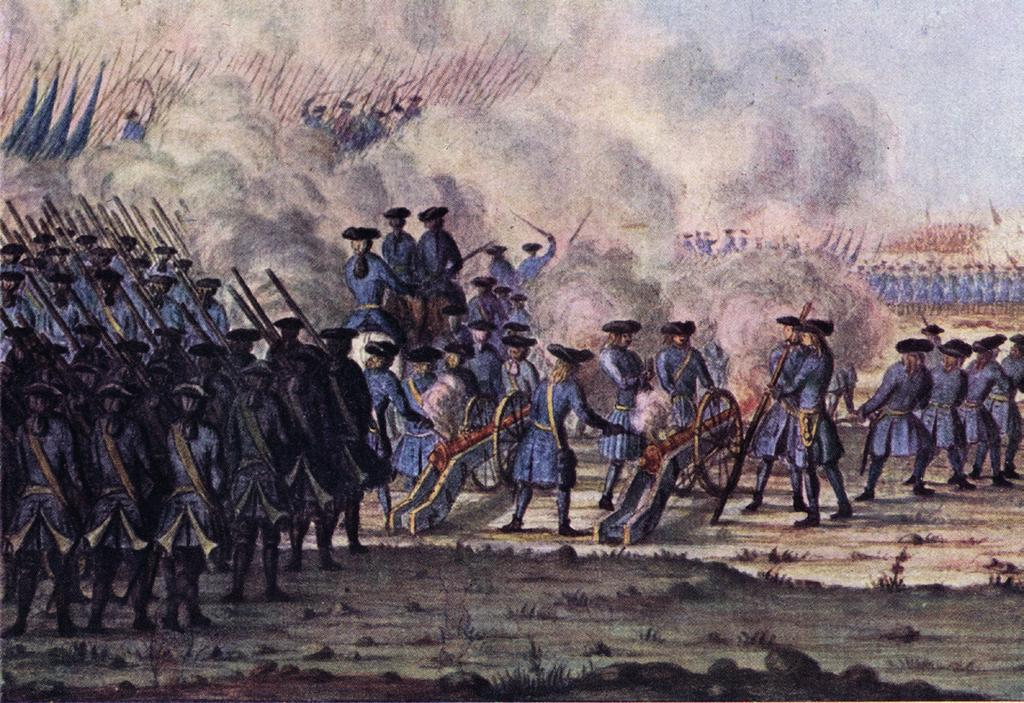
20 décembre : bataille de Gadebusch.

- 20 décembre (9 décembre du calendrier julien), grande guerre du Nord : victoire des Suédois commandés par Magnus Stenbock sur les troupes danoises et saxonnes lors de la bataille de Gadebusch[29]. Maurice de Saxe, futur maréchal de France, participe à cette bataille à la tête d'un régiment saxon.

## Naissances en 1712
- 17 janvier : Antonio Sarnelli, peintre italien († 1800).
- 24 janvier : Frédéric le Grand, roi de Prusse († 17 août 1786).
- 12 février : Louis-Joseph de Montcalm, militaire français († 14 septembre 1759).
- 13 mai : Johann Hartwig Ernst von Bernstorff, homme d'État danois († 18 février 1772).
- 14 juin (?) : Sayat-Nova, troubadour de la Transcaucasie († 22 septembre 1795).
- 28 juin : Jean-Jacques Rousseau, philosophe français († 2 juillet 1778).
- 4 octobre : Louis-Charles-René de Marbeuf, comte de Marbeuf, marquis de Cargèse, gouverneur de la Corse. († 20 septembre 1786).
- 5 octobre : Francesco Guardi, peintre italien († 1er janvier 1793).
- 24 octobre : Stefano Torelli, peintre rococo italien († 1784).
- 28 octobre : Jacques Mathon de La Cour, mathématicien, mécanicien et musicien français († 7 novembre 1777).
- 30 octobre : Christian Wilhelm Ernst Dietrich, peintre allemand († 24 avril 1774).
- 25 novembre : Charles-Michel Lespée, pédagogue français († 23 décembre 1789).
- 25 décembre : Pietro Chiari, dramaturge, romancier et librettiste italien. († 31 août 1785).
- Date précise inconnue :
- Giuseppe Angeli, peintre baroque italien († 1798).
- John Turner, avocat et homme politique britannique († 1780).
- 1711 ou 1712 :
- Kane O'Hara, compositeur et dramaturge irlandais († 17 juin 1782).

## Décès en 1712
- 5 janvier : Richard Jones (1er comte de Ranelagh), noble de la Pairie d'Irlande et membre des parlements d'Angleterre et d'Irlande (° 8 février 1641).

- 12 février : Marie-Adélaïde de Savoie, princesse de Savoie, dauphine de France, épouse de Louis de France (° 6 décembre 1685).
- 18 février : Louis de France, duc de Bourgogne, dauphin de France, petit-fils du roi Louis XIV, époux de Marie-Adélaïde de Savoie (° 6 août 1682).

- 8 mars : Louis de France , duc de Bretagne (° 8 janvier 1707).
- 28 mars : Jan van der Heyden, peintre baroque, dessinateur, graveur, mennonite et inventeur néerlandais (° 5 mars 1637).
- 30 mars: Johann Friedrich Mayer, théologien allemand (° 6 décembre 1650).

- 11 avril : Richard Simon, exégète français (° 13 mai 1638).
- 29 avril : Joan Cabanilles, organiste et compositeur espagnol (° 6 septembre 1644).

- 8 mai : Gatien de Courtilz de Sandras, polygraphe français (° 1644).
- 13 mai :
  - Hendrick Van Blarenberghe, peintre français (° 1er avril 1646).
  - Louis-Abraham van Loo, peintre français (° 1653).
- 30 mai : Andrea Lanzani, peintre baroque italien (° 1641).

- 9 juillet : Gabriel Revel, peintre français (° 10 mai 1643).
- 12 juillet : Richard Cromwell, Lord Protecteur d'Angleterre, d'Écosse et d'Irlande (° 4 octobre 1626).

- 14 septembre : Jean-Dominique Cassini, astronome français (° 8 juin 1625).

- 26 novembre : Pier Dandini, peintre baroque italien de l'école florentine (° 12 avril 1646).

- 6 décembre : Gio Paolo Bombarda, fondateur du Théâtre de la Monnaie à Bruxelles (° vers 1650).
- 27 décembre : Giovanni Antonio de Grott, peintre italien (° 13 juin 1664).

- Date inconnue :
  - Andrea Celesti, peintre baroque italien de l'école vénitienne (° 1637).
  - Francesco Monti, peintre italien (° 1646).
  - Michelangelo Palloni, peintre baroque italien (° 29 septembre 1637).
  - Denis Papin, physicien, mathématicien et inventeur français (° 22 août 1647).